# Gentil Theodoor Antheunis
Gentil Theodoor Antheunis (Oudenaarde, 9 de septiembre de 1840-Ixelles, 5 de agosto de 1907) fue un poeta y escritor belga. Era yerno del afamado escritor Hendrik Conscience.

## Biografía
De 1859 a 1860, fue profesor en Oudenaarde y en 1861 se trasladó a la ciudad de Dendermonde para continuar ejerciendo la docencia. Tras este periodo como profesor, estudió Derecho en la Universidad de Gante, donde se graduó en 1866. Comenzó a ejercer como juez el 1 de enero de 1868 en Oostrozebeke, y más tarde lo hizo también en Torhout, Halle y Bruselas.
Escribió canciones y poemas para diversos periódicos y publicaciones. A muchas de ellas les pondría música más tarde Willem De Mol. 
Falleció en Ixelles en 1907 y fue enterrado en Oudenaarde.